# Raunheim
Raunheim är en stad i Landkreis Gross-Gerau i Regierungsbezirk Darmstadt i förbundslandet Hessen i Tyskland.